# Anna Karenina (film din 2012)
Anna Karenina este un film din 2012, regizat de Joe Wright și care i-a avut în rolurile principale pe Keira Knightley și Jude Law. Filmul este o adaptare a romanului omonim al lui Lev Tolstoi. A primit patru nominalizări la premiile Oscar 2013.

## Legături externe
- Anna Karenina la Internet Movie Database
- Anna Karenina la AllRovi
- Anna Karenina la Rotten Tomatoes
- en Colecție de articole critice despre  Anna Karenina la Metacritic.com
- Anna Karenina la Box Office Mojo